# Cololabis adoceta
Cololabis adoceta Böhlke, 1951 è una specie di pesce appartenente alla famiglia degli Scomberesocidae, comunemente noti come sauri. Questa specie è diffusa nell'Oceano Pacifico orientale, dalle isole Hawaii fino alla Baja California in Messico, estendendosi verso sud fino al Cile settentrionale, inclusa l'area delle Isole Galápagos.
C. adoceta è un pesce epipelagico, che abita le acque superficiali dell'oceano. Gli esemplari possono raggiungere una lunghezza standard di circa 6,8 cm.
La specie è stata descritta per la prima volta da James E. Böhlke nel 1951, a seguito della raccolta di esemplari al largo della costa del Perù.
C. adoceta è considerato una specie altamente migratoria, che abita principalmente le acque superficiali, spesso entro i primi 50 cm dalla superficie, sebbene possa essere trovato fino a un metro di profondità. Predilige temperature dell'acqua comprese tra 5 e 12 gradi Celsius.